# Pselaphinae
Pselaphinae es una subfamilia de estafilínidos (Staphylinidae).
Miden 0.5-5.5 mm (promedio 1.5 mm). El abdomen es más ancho que la cabeza y generalmente no es flexible. Viven bajo rocas, corteza muerta, musgo. Son depredadores.
Sus 9.000 a 10.000 especies se distribuyen por todo el mundo (excepto la Antártida).

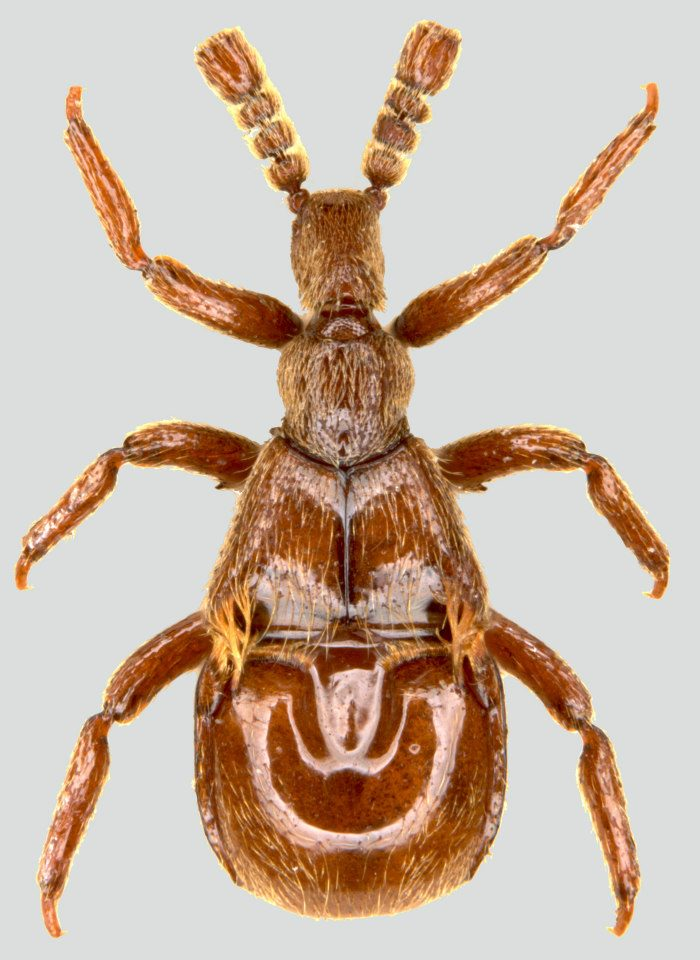
Claviger testaceus
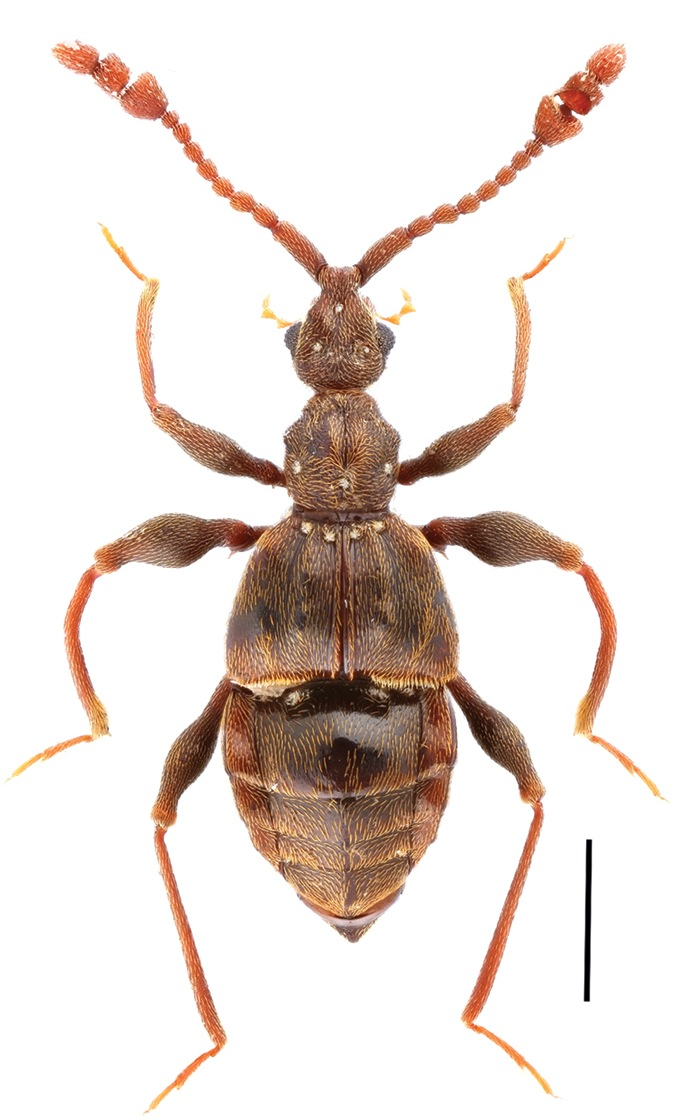
Labomimus mirus
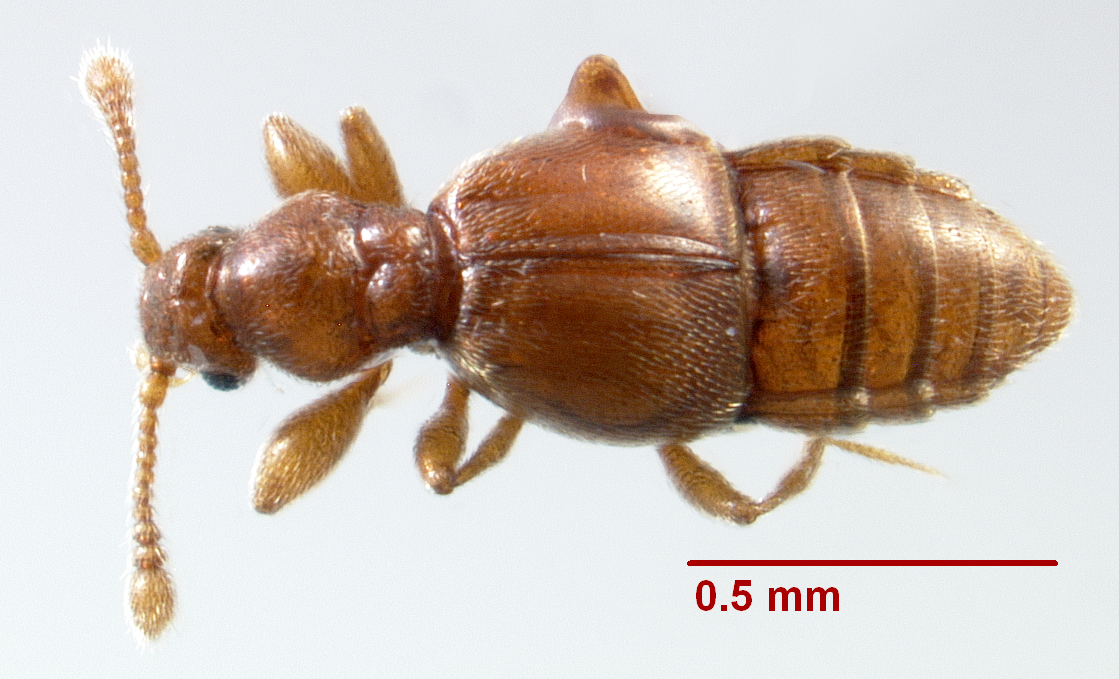
Trimioplectus obsoletus
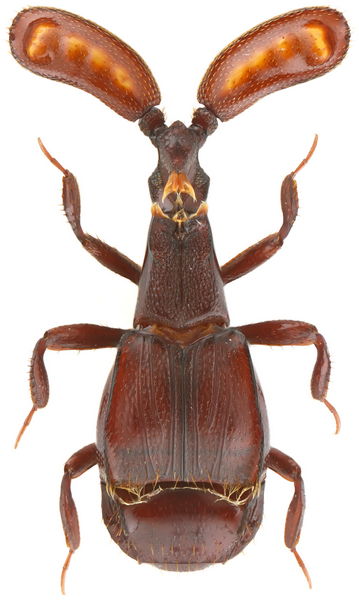
Colilodion schulzi